# Rerum Ecclesiae

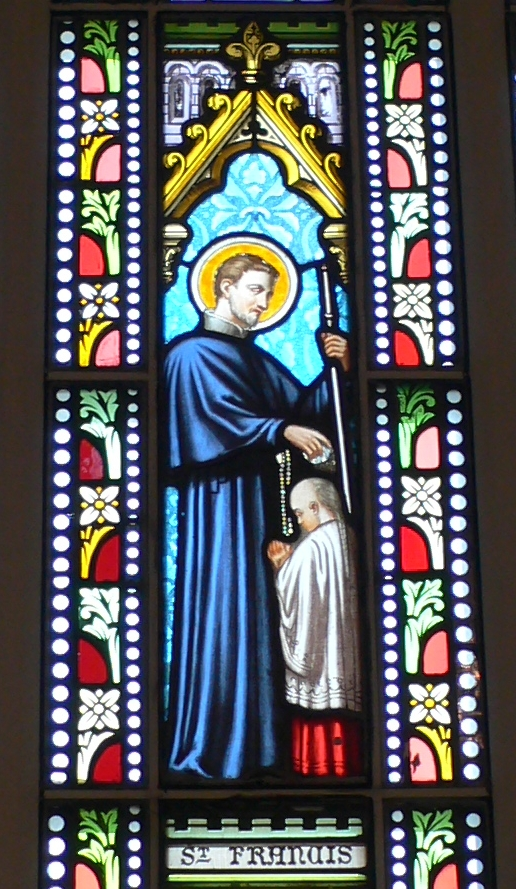
Sint Franciscus Xaverius doopt een Chinees kind

Rerum Ecclesiae (Latijn voor Kerkelijke kwesties) was een encycliek, uitgevaardigd door paus Pius XI op 28 februari 1926. Centraal stonden de katholieke missies.

## Voorgeschiedenis
Onder paus Benedictus XV werd de eerste aanzet gegeven voor het oppakken van katholieke missies na de Eerste Wereldoorlog, met name die in Azië. Op 30 november 1919 gaf hij daartoe de encycliek Maximum illud uit. Hierin bevestigde de paus, dat de missies gezien moesten worden als opdracht om bevolkingsgroepen te bekeren tot het in zijn ogen ware geloof. Missies mochten niet aangewend worden voor politieke doeleinden, wat een averechts effect voor de verspreiding van het christelijk geloof tot gevolg zou hebben.
… en bedenk ook dat het uw doel is het binnenhalen van inwoners voor een hemels vaderland, en niet voor een aards.
Als voorbeeld gold de situatie in China –onder Frans protectoraat -, waar de Chinezen het katholicisme zagen als “de Franse religie”. Franse missionarissen zagen China als hun bezit, waar de invloed van hun vaderland verspreid moest worden. Zij verboden daarom onder meer de wijding van lokale geestelijken. Benedictus XV streefde naar een Chinese kerk, waardoor er ook directe diplomatieke relaties met de Chinese regering mogelijk zouden worden.

## Encycliek
Pius XI trad met Rerum Ecclesiae in de voetsporen van zijn voorganger. Het vele missiewerk dat ten gevolge van de Eerste Wereldoorlog verloren was gegaan, moest hersteld worden met hulp van alle geestelijken. Belangrijk was daarbij, dat in de missiegebieden lokale priesters werden opgeleid. Zij waren immers in staat om hun landgenoten te benaderen in de eigen taal en toegang te krijgen tot plaatsen, waar buitenlandse priesters niet in slaagden. Ook loste de opleiding van lokale geestelijken praktische problemen op; Europese priesters waren nodig binnen Europa zelf, maar belangrijker was, dat de kerk eventueel in missielanden vertegenwoordigd bleef indien er revolutionaire omwentelingen plaatsvonden die buitenlandse delegaties niet toestonden.
Pius XI wees erop, dat de idee dat inwoners van de missiegebieden behoorden tot een inferieur ras, verwerpelijk was. Mocht er sprake zijn van beperkingen, dan waren die het gevolg van de geboden bestaansmogelijkheden en niet van het gebrek aan intellectueel intellect; daarvan getuigden de verschillende Aziatische studenten aan het seminarie van Rome.
Uit bestuurstechnisch oogpunt benadrukte de paus, dat een goed management van het missiegebied noodzakelijk was. Daarvoor droeg hij een aantal aandachtspunten aan:
- Schenk aandacht aan het gehele missiegebied door oprichting van diverse geloofscentra
- Preek in lijn van de christelijke gedachte: bekommer je om de zieken en de kinderen
- Richt kerken, missiegebouwen en scholen op, maar geef daaraan niet onnodig veel geld uit
- Sta open voor alle leden van andere kloostercongregaties om zo personele onderbezetting te voorkomen

## Toepassing
In 1926 wijdde Pius XI de eerste zes Chinese, titulaire bisschoppen:
| Naam                   | Titulair bisdom |
| ---------------------- | --------------- |
| Simone Chu Kai-min     | Lesvi           |
| Joseph Hu Jo-shan      | Theodosiopolis  |
| Odorico Tc'eng         | Cotenna         |
| Filippo Tchao          | Vaga            |
| Louis Tchen Chao-t'ien | Attuda          |
| Melchiorre Souen       | Esbus           |

In 1927 volgde de aanstelling van de eerste Japanse bisschop van Nagasaki, Januarius Kyunosuke Hayasaka.
Om de missie onder de aandacht te brengen richtte Pius XI in 1925 een etnografisch museum in, waar voorwerpen uit de missiegebieden werden tentoongesteld. Dit museum bevindt zich heden in het Lateraanse paleis.